# Островној
Островној (рус. Островно́й) град је на крајњем северозападу европског дела Руске Федерације. Налази се на крајњем северу Кољског полуострва, ан подручју Мурманске области и административно припада њеном Островском градском округу чији је уједно и административни центар. Има статус затвореног града.
Званичан статус града има од 1981, а садашње име носи од 1992. године. Према проценама националне статистичке службе за 2016. у граду је живело 1.960 становника, што је чинило око 0,25% од укупне популације Мурманске области.
У граду се налази једна од морнаричких база руске Северне флоте.

## Географија
Град Островној налази се у северном делу Кољског полуострва, и лежи на обалама Свјатоноског залива Баренцовог мора, неких 12 km западније од места где се у залив улива река Јоканга. Насупрот града налази се мањи архипелаг Јоканшких острва који градску луку одваја од отвореног мора. Источно од града налази се рт Свјатој Нос који представља границу између Терске и Мурманске обале, односно између акваторија Белог и Баренцовог мора. Град се налази на неких 360 km источно од Мурманска, односно 430 km северозападно од Архангељска.
Једини је град у Русији који друмским правцима није повезан са остатком земље, а локално становништво користи ваздушни и поморски собраћај.

## Историја
Насеље Јоканга, као једно од 17 лапонских насеља на подручју Кољског полуострва, у писаним изворима први пут се помиње у једном летопису датираном на 17. септембар 1611, и данас се тај датум сматра званичним датумом оснивања града. Године 2011. град је обележио 400 година од оснивања.
У време Првог светског рата на подручју данашњег града почела је изградња поморске базе из које су руск снаге контролисале цео источни део акваторије Баренцовог мора и улаз у Бело море. Године 1920. насеље добија име Јоканга, званичан статус села и титулу административног седишта Самског општинског националног рејона (рејон је распуштен 1962. године). Од 1938. до 1981. село је носило назив Гремиха, да би потом било преобразовано у затворени војни град Островној.
У војној бази Гремиха данас се налазе складишта за чување истрошеног нуклеарног горива које користе нуклеарне подморнице руске Северне флоте, а такође се налазе и ремонтна постројења. Од 2014. врши се постепено дислоцирање искориштеног нуклеарног горива са овог подручја, и планирано је да се сав радиоактивни материјал измести са овог подручја до 2020. године.

## Демографија
Према подацима са пописа становништва 2010. у граду је живело 2.171 становника, док је према проценама националне статистичке службе за 2016. град имао 1.960 становника.
| 1939. | 1959. | 1970. | 1979. | 1989. | 2002. | 2010. | 2016. |
| ----- | ----- | ----- | ----- | ----- | ----- | ----- | ----- |
| ---   | 3.342 | 6.956 | 9.338 | ---   | 5.032 | 2.171 | 1.960 |

По броју становника Островниј је међу најмањим градовима у Русији, и према подацима из 2016. налази се на 1.104. месту од 1.112 званичних градова Русије. Број становника града зависи од потреба постојеће поморске базе, а у последње време приметно је константно смањење броја становника и размишља се о потпуном напуштању града.